# Tomáš Janda (kanoista)
Tomáš Janda (* 24. března 1992 Praha) je český rychlostní kanoista. Je závodníkem Dukly Praha a svěřencem trenéra Libora Dvořáka. Reprezentuje Českou republiku v kategoriích kánoe jednotlivců (C1) a čtyřkánoe (C4).
Jeho první mezinárodní úspěch byl 1. místo na Olympijských nadějích v Szegedu 2008. Následující rok pak získal dvakrát 2. místo, znovu na OH nadějích, tentokrát v Račicích. Na juniorském Mistrovství Evropy byl šestý. Toto byl jeho poslední juniorský start v reprezentaci a od následujícího roku je členem dospělé reprezentace ČR.
Mezi největší úspěchy v posledních dvou letech patří převážně bronz z Letní univerziády 2013 a stříbro ze závodu Světového poháru. Dále pak třetí a dvě druhá místa z Mistrovství světa akademiků 2012, osmé místo z Mistrovství světa 2013, čtvrté místo z Univerziády 2013, čtvrté místo z Mistrovství Evropy 2012, čtvrté místo z Mistrovství Evropy juniorů 2013. Zároveň je také jedenáctinásobným mistrem České republiky a v roce 2013 obdržel ocenění za přínos univerzitnímu sportu.